# Santa Elena (Córdova)
Santa Elena é uma comuna da província de Córdoba, na Argentina.